# پتر هاپکا
پتر هاپکا (چکی: Petr Hapka؛ ‏ ۱۳ مهٔ ۱۹۴۴ – ۲۵ نوامبر ۲۰۱۴) یکی از مهمترین آهنگسازان موسیقی فیلم کشور جمهوری چک بود. او به خاطر همکاری اش با میخائیل هوراچک، ترانه‌سرا، شهرت دارد.